# ردوم
ردوم: إحدى مراكز إمارة منطقة عسير. تقع في جنوب إمارة عسير - أبها - على مسافة 86 كيلاً، ويقطنها 1428 نسمة.